# Wu Di (tennis)
Dans ce nom chinois, le nom de famille, Wu, précède le nom personnel.
Ne pas confondre avec Wu Yibing, également joueur de tennis.
Wu Di, né le 14 septembre 1991 à Wuhan, est un joueur de tennis chinois, professionnel entre 2009 et 2020.
Classé à la 140e place en avril 2016, il fait alors partie avec Zhang Ze et des meilleurs joueurs de tennis chinois de l'ère Open. Zhang Zhizhen a depuis atteint un meilleur classement.

## Carrière
Wu Di fait parler de lui la première fois en 2012 lorsqu'il participe à la Hopman Cup avec Li Na. En fin d'année, il remporte l'Asia-Pacific Australian Open wild-card playoff à Sanya et devient le premier joueur de tennis chinois à se qualifier pour un tournoi du Grand Chelem, à savoir l'Open d'Australie. Il perd au premier tour contre Ivan Dodig (7-5, 4-6, 6-3, 6-3). Il remporte ce même tournoi l'année suivante. En 2015, il manque une balle de match contre Marin Čilić au premier tour du Masters de Shanghai (4-6, 6-3, 7-64).
En 2016, il franchit les qualifications de l'Open d'Australie mais s'incline au premier tour contre Austin Krajicek. Après 12 succès sur le circuit ITF, il devient le premier chinois titré dans un tournoi Challenger en s'imposant à Maui contre Kyle Edmund. Il compte également trois titres en double, remportés à Anning et Shanghai en 2015 et Nanchang en 2016. Cette année-là, il se distingue sur le circuit ATP avec une victoire contre Konstantin Kravchuk à Chengdu et une sur Pablo Cuevas, alors 22e mondial (6-3, 4-6, 7-62) à Shanghai. Il est alors entraîné par Davide Sanguinetti.
En 2017, il se fait remarquer au Masters de Shanghai en éliminant Jérémy Chardy en simple, puis la paire Martin-Roger-Vasselin en double, associé à Wu Yibing. Il plonge au classement en 2019, ne parvenant pas à remporter plus de trois matchs consécutifs. Il atteint cependant de façon inattendue la finale du Challenger de Shanghai mi-septembre où il s'incline face à Yasutaka Uchiyama. Peu après, il bat Tatsuma Ito lors du tournoi de Zhuhai avant de perdre contre Borna Ćorić.
Membre de l'équipe de Chine de Coupe Davis entre 2009 et 2018, il totalise 17 victoires dont sept en cinq sets pour 13 défaites en simple. Il compte notamment des succès sur Lu Yen-hsun, Marinko Matosevic ou encore Denis Istomin.

## Parcours dans les tournois duGrand Chelem

### En simple
| Année | Open d'Australie | Open d'Australie | Internationaux de France | Internationaux de France | Wimbledon | Wimbledon | US Open | US Open |
| ----- | ---------------- | ---------------- | ------------------------ | ------------------------ | --------- | --------- | ------- | ------- |
| 2013  | 1er tour (1/64)  | Ivan Dodig       | —                        | —                        | —         | —         | —       | —       |
| 2014  | 1er tour (1/64)  | K. de Schepper   | —                        | —                        | —         | —         | —       | —       |
| 2015  | —                | —                | —                        | —                        | —         | —         | —       | —       |
| 2016  | 1er tour (1/64)  | Austin Krajicek  | —                        | —                        | —         | —         | —       | —       |

N.B. : à droite du résultat se trouve le nom de l'ultime adversaire.

## Parcours dans lesMasters 1000
| Année | Indian Wells | Miami | Monte-Carlo | Rome | Madrid | Canada | Cincinnati | Shanghai               | Paris |
| ----- | ------------ | ----- | ----------- | ---- | ------ | ------ | ---------- | ---------------------- | ----- |
| 2010  | —            | —     | —           | —    | —      | —      | —          | 1er tour Lu Yen-hsun   | —     |
| 2011  | —            | —     | —           | —    | —      | —      | —          | —                      | —     |
| 2012  | —            | —     | —           | —    | —      | —      | —          | 1er tour Kei Nishikori | —     |
| 2013  | —            | —     | —           | —    | —      | —      | —          | 1er tour F. Mayer      | —     |
| 2014  | —            | —     | —           | —    | —      | —      | —          | 1er tour L. Mayer      | —     |
| 2015  | —            | —     | —           | —    | —      | —      | —          | 1er tour Marin Čilić   | —     |
| 2016  | —            | —     | —           | —    | —      | —      | —          | 2e tour Gilles Simon   | —     |
| 2017  | —            | —     | —           | —    | —      | —      | —          | 2e tour S. Johnson     | —     |

N.B. : sous le résultat se trouve le nom de l’ultime adversaire.